# Timmy Simons
Timmy Simons, född 11 december 1976 i Diest, är en belgisk fotbollsspelare som sedan 2013 spelar för Club Brugge i Jupiler League.

## Karriär
Timmy Simons spelade för Lommel och Club Brugge innan han 2005 lämnade för PSV Eindhoven. Där blev han direkt vice-kapten och till säsongen 2006/2007 blev han klubbens lagkapten efter att Philip Cocu lämnat. Sommaren 2010 lämnade Simons för tyska Nürnberg där han spelade alla 102 seriematcher under tre års tid. 2012 var Simons den utespelare i Bundesliga som spelat flest minuter och dessutom sprungit längst (403,2 km), nytt Bundesliga rekord under ett kalenderår.
12 juni 2013 återvände Timmy Simons till Club Brugge där han skrev på ett 2-årskontrakt.

## Internationella mål
| Nr | Datum            | Spelplats                                       | Motståndare  | Mål | Resultat | Tävling           |
| -- | ---------------- | ----------------------------------------------- | ------------ | --- | -------- | ----------------- |
| 1. | 30 mars 2005     | Stadio Olimpico, Serravalle, San Marino         | San Marino   | 0–1 | 1–2      | Kval till VM 2006 |
| 2. | 7 september 2005 | Olympisch Stadion, Antwerpen, Belgien           | San Marino   | 1–0 | 8–0      | Kval till VM 2006 |
| 3. | 11 oktober 2006  | Constant Vanden Stock Stadium, Bryssel, Belgien | Azerbajdzjan | 1–0 | 3–0      | Kval till EM 2008 |
| 4. | 29 mars 2011     | Kung Baudouin-stadion, Bryssel, Belgien         | Azerbajdzjan | 2–1 | 4–1      | Kval till EM 2012 |
| 5. | 2 september 2011 | Tofiq Bähramov-stadion, Baku, Azerbajdzjan      | Azerbajdzjan | 0-1 | 1-1      | Kval till EM 2012 |
| 6. | 7 oktober 2011   | Kung Baudouin-stadion, Bryssel, Belgien         | Kazakstan    | 1–0 | 4–1      | Kval till EM 2012 |

## Meriter

### Klubb
Club Brugge
- Jupiler League: 2003, 2005
- Belgiska cupen: 2002, 2004

PSV Eindhoven
- Eredivisie: 2006, 2007, 2008

### Individuellt
- Belgiska Guldskon: 2002